# Dishoom
Dishoom es una película buddy cop india de comedia y acción, dirigida por Rohit Dhawan y producida por Sajid Nadiadwala bajo Nadiadwala Grandsons. Está protagonizada por John Abraham, Jacqueline Fernández y Varun Dhawan en papeles principales. La película fue estrenada el 29 de julio de 2016.

## Reparto

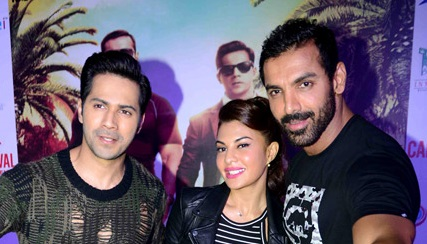
Protagonistas en el estreno de la película.

- John Abraham como Kabir "K" Shergill, un oficial de la Fuerza de Tareas Especiales de India.
- Varun Dhawan como Junaid "J" Ansari, como un novato oficial indo-emiratí, graduado de la academia de policía de los Emiratos Árabes Unidos.
- Jacqueline Fernandez como Meera "Ishika" Behl.
- Akshaye Khanna como Rahul "Wagah" Kabiraj.
- Rashmi Nigam como la señora Wagah.
- Saqib Saleem como Viraj Sharma.

## Producción
En enero de 2015, el productor Sajid Nadiadwala anunció que comenzaría a producir la película con Entertainer dirigida por Rohit Dhawan y contaría con las estrellas John Abraham y Varun Dhawan en los papeles principales. Esta sería la primera vez que Varun Dhawan trabaje bajo la dirección de su hermano Rohit.

## Rodaje
La película comenzó a rodarse en junio de 2015, el primer programa de la película comenzará en Marruecos con John Abraham y Jacqueline Fernandez.  